# 蔣賜棨
蔣賜棨（1730年—1802年），字戟門，江蘇常熟人，中國清朝官員，官至戶部左侍郎。

## 生平
蔣賜棨出身常熟蔣氏望族，祖父蔣廷錫、父蔣溥均官至大學士。乾隆二十一年（1756年），蔣賜棨以貢生捐雲南楚雄府知府。乾隆二十四年（1759年）改雲南府知府。乾隆二十八年（1763年）升江西饒廣九南道。乾隆三十年（1765年）改江安督糧道。乾隆三十三年（1768年）升兩淮鹽運使，同年改山東鹽運使。乾隆三十四年（1769年），升倉場侍郎。次年以戶部右侍郎兼管錢法堂事務。乾隆三十八年（1773年），兼管順天府府尹事。居此職十數年。嘉慶四年（1799年）降光祿寺卿。

## 佚事
袁枚《随园诗话》記載，一日赴蔣賜棨家宴，珍饈羅列。蔣賜棨亲自下廚做一豆腐，袁枚頓覺其餘菜餚黯然失色，遂悉心求教，按蔣賜棨要求作揖三次，方得傳授。回家试作，宾客咸夸。好友毛俟园作詩調侃道：“珍味群推郇令庖，黎祁尤似易牙调。谁知解组陶元亮，为此曾经三折腰。”袁枚名之曰“蔣侍郎豆腐”，其做法亦隨《隨園食單》流傳至今。